# Natascha Kampusch
Natascha Maria Kampusch (Viena, 17 de febrer de 1988) és una jove austríaca que va ser segrestada per Wolfgang Priklopil quan tenia deu anys el 2 de març de 1998. Va estar segrestada durant més de vuit anys, fins a la seva fugida el 23 d'agost del 2006. El cas va ser descrit com un dels més dramàtics de la història criminal d'Àustria.